# 稗田バスストップ
稗田バスストップ（ひえだバスストップ）は、岡山県倉敷市児島稗田町にある瀬戸中央自動車道のバス停である。
2013年現在ではこのバス停に停車する高速バスは存在しない。かつては瀬戸大橋特急線が停車していた。

## 周辺
- 倉敷市立短期大学
- 倉敷市立倉敷翔南高等学校

## 隣
E30 瀬戸中央自動車道
(2)水島IC - 稗田BS - 鴻ノ池SA - (3)児島IC